# Граф (Айова)
Граф (англ. Graf) — місто (англ. city) в США, в окрузі Дюб'юк штату Айова. Населення — 76 осіб (2020).

## Географія
Граф розташований за координатами 42°29′39″ пн. ш. 90°52′23″ зх. д. / 42.49417° пн. ш. 90.87306° зх. д. (42.494303, -90.872978).  За даними Бюро перепису населення США в 2010 році місто мало площу 0,36 км², уся площа — суходіл. В 2017 році площа становила 0,34 км², уся площа — суходіл.

## Демографія
Згідно з переписом 2010 року, у місті мешкало 79 осіб у 29 домогосподарствах у складі 24 родин. Густота населення становила 219 осіб/км².  Було 30 помешкань (83/км²).
Расовий склад населення:
| - 100,0 % — білих |

До двох чи більше рас належало 0,0 %. Частка іспаномовних становила 1,3 % від усіх жителів.
За віковим діапазоном населення розподілялося таким чином: 29,1 % — особи молодші 18 років, 63,3 % — особи у віці 18—64 років, 7,6 % — особи у віці 65 років та старші. Медіана віку мешканця становила 34,7 року. На 100 осіб жіночої статі у місті припадало 125,7 чоловіків;  на 100 жінок у віці від 18 років та старших — 107,4 чоловіків також старших 18 років.
Середній дохід на одне домашнє господарство  становив 70 626 доларів США (медіана — 65 417), а середній дохід на одну сім'ю — 73 130 доларів (медіана — 66 875). Медіана доходів становила 40 625 доларів для чоловіків та 43 750 доларів для жінок. 
Цивільне працевлаштоване населення становило 39 осіб. Основні галузі зайнятості: виробництво — 28,2 %, роздрібна торгівля — 15,4 %, освіта, охорона здоров'я та соціальна допомога — 12,8 %, фінанси, страхування та нерухомість — 10,3 %.